# Степанов, Владимир Ильич
Владимир Ильич Степанов (30 сентября 1922, Владикавказ — август 2010) — советский футболист, защитник. Советский и российский тренер.

## Биография
Начинал играть на региональном уровне в командах «Локомотив» Орджоникидзе (1940—1941), «Динамо» Архангельск (1943—1946). 
Участник Великой Отечественной войны.
С 1947 года — в клубной команде «Динамо» Ленинград. В 1950—1952 годах провёл за команду мастеров семь матчей в чемпионате СССР. Сыграл два матча в розыгрыше Кубка СССР 1953 за «Динамо-2» (клубную команду, выступавшую как обладатель Кубка Ленинграда).
Работал тренером в ДЮСШ «Динамо» Ленинград (1956—1969), СДЮШОР «Смена» (1969—1972), СК «Светлана» (1972—2006).